# Giuseppe Morabito (politico)
Giuseppe Morabito (Reggio Calabria, 6 aprile 1939) è un politico e avvocato italiano, è stato presidente della provincia di Reggio Calabria dal 2006 al 2011, nonché dell'Ordine Forense della città dello Stretto.

## Biografia
È stato eletto Presidente della Provincia nel turno elettorale del 2006 (elezioni del 28 e 29 maggio), raccogliendo il 58,6% dei voti in rappresentanza di una coalizione di centrosinistra, formata dai partiti dell'Unione che avevano vinto un mese prima le elezioni politiche nazionali, sconfiggendo il candidato del centrodestra, Leone Manti. Morabito è iscritto ai Democratici di Sinistra e in seguito aderisce al Partito Democratico.
La coalizione lo ricandida alla presidenza della Provincia per il secondo mandato alle elezioni amministrative del 2011: a competere ci sono altri due poli principali, guidati rispettivamente dal sindaco reggente di Reggio Calabria, Giuseppe Raffa (centrodestra), e dall'ex presidente e senatore Pietro Fuda (liste di centro e civiche). Morabito, inoltre, va incontro a una divisione del centrosinistra, in quanto Italia dei Valori e Sinistra Ecologia Libertà decidono di correre da soli. Così (sostenuto da PD, PRC, PDCI, PSI, MPA e due liste civiche) ottiene il 26,58% dei voti, accedendo al turno di ballottaggio. In quest'ultima consultazione raggiunge il 47,33% dei voti, sconfitto dal candidato del PDL Raffa, viene eletto comunque consigliere provinciale e capogruppo del PD nel consiglio provinciale di Reggio Calabria.
Nel dicembre 2012 si candida alle primarie del PD,in provincia di Reggio Calabria,indette per eleggere i candidati del partito al Parlamento italiano in vista delle elezioni politiche del 2013,le primarie si sono svolte il 29 dicembre 2012 e Morabito ha ottenuto il quinto posto su sette candidati in provincia di Reggio Calabria con 1.744 preferenze.Alle elezioni politiche del 2013 Morabito è candidato al Senato della Repubblica alla settima posizione della lista PD nella regione Calabria ma non viene eletto.